# Raghib Pascha
Raghib Pasha, född 17 augusti 1819 i Chios, död 1884, var en egyptisk politiker.  Han innehade posten som regeringschef i Egypten tre gånger; 1864–1866, 1866–1868 samt 18 juni–21 augusti 1882.